# Њу Бремен (Охајо)
Њу Бремен (енгл. New Bremen) град је у америчкој савезној држави Охајо.

## Демографија
По попису из 2010. године број становника је 2.978, што је 69 (2,4%) становника више него 2000. године.
| Група             | 2000.         | 2010.         |
| Белци             | 2.853 (98,1%) | 2.898 (97,3%) |
| Афроамериканци    | 1 (0,0%)      | 3 (0,1%)      |
| Азијати           | 15 (0,5%)     | 15 (0,5%)     |
| Хиспаноамериканци | 9 (0,3%)      | 35 (1,2%)     |
| Укупно            | 2.909         | 2.978         |